# Манякавало
Манякава̀ло (на италиански: Magnacavallo, на местен диалект: Magnacaval, Манякавал) е село и община в Северна Италия, провинция Мантуа, регион Ломбардия. Разположено е на 11 m надморска височина. Населението на общината е 1696 души (към 2010 г.).